# Míčov-Sušice
Míčov-Sušice est une commune du district de Chrudim, dans la région de Pardubice, en République tchèque. Sa population s'élevait à 257 habitants en 2022.

## Géographie
Míčov-Sušice se trouve à 5 km au nord-nord-est du centre de Třemošnice, à 26 km au sud-sud-est de Chrudim, à 20 km au sud-ouest de Pardubice et à 86 km à l'est-sud-est de Prague.
La commune est limitée par Hošťalovice et Vyžice au nord, par Kostelec u Heřmanova Městce et Prachovice à l'est, par Třemošnice au sud, et par Žlebské Chvalovice et Lipovec à l'ouest.

## Histoire
La première mention écrite de la localité date de 1349.

## Administration
La commune se compose de cinq sections :
- Jetonice
- Míčov
- Rudov
- Sušice
- Zbyslavec

## Galerie

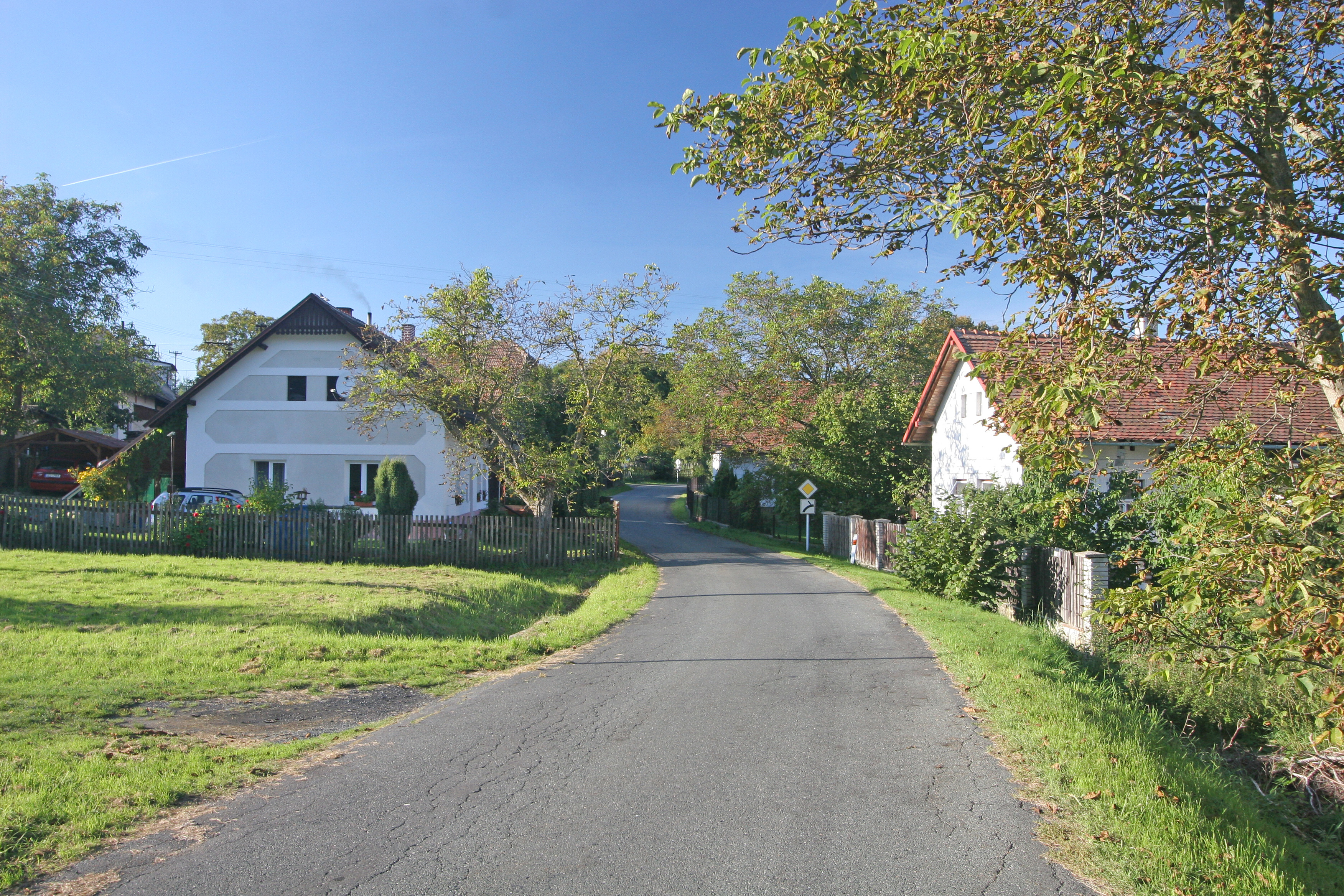
Hameau de Jetonice.
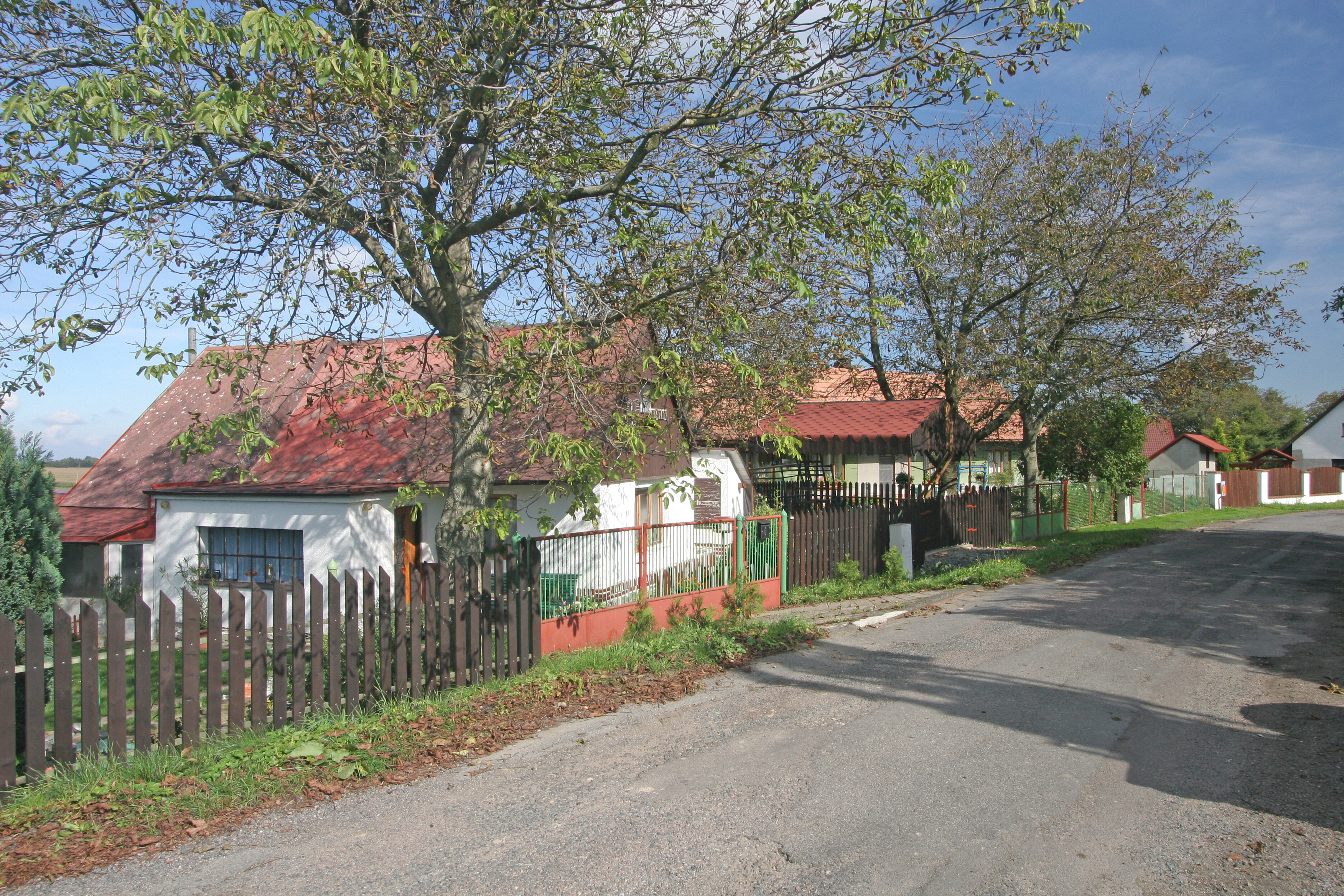
Maison à Zbyslavec.

## Transports
Par la route, Míčov-Sušice se trouve à 8 km de Heřmanův Městec, à 17 km de Chrudim, à 24 km de Pardubice et à 114 km de Prague. 